# パラゴニーア
パラゴニーア（イタリア語: Palagonia, シチリア語: Palagunìa o Palaunìa）は、イタリア共和国シチリア州カターニア県にある、人口約16,000人の基礎自治体（コムーネ）。

## 地理

### 位置・広がり

#### 隣接コムーネ
隣接するコムーネは以下の通り。括弧内のSRはシラクーザ県所属を示す。
- レンティーニ (SR)
- ミリテッロ・イン・ヴァル・ディ・カターニア
- ミネーオ
- ラマッカ